# وایتینگ (نیوجرسی)
وایتینگ (به انگلیسی: Whiting) یک منطقهٔ مسکونی در ایالات متحده آمریکا است که در منچستر، نیوجرسی واقع شده‌است. وایتینگ ۵۵ متر بالاتر از سطح دریا واقع شده‌است.